# 앤 페닝톤

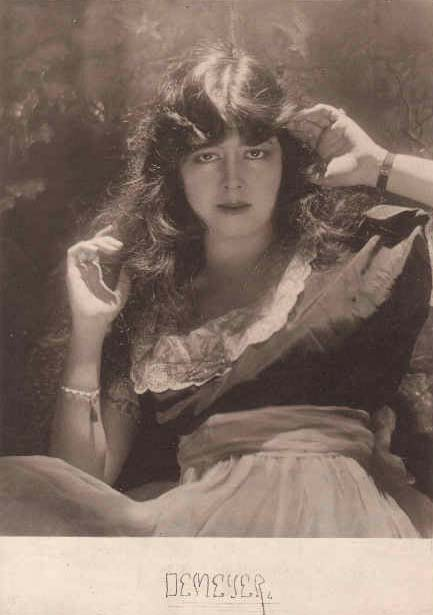

앤 페닝톤(Ann Pennington, 1893년 12월 23일 ~ 1971년 11월 4일)은 미국의 배우, 영화배우이다.
뉴욕에서 태어났으며 뉴욕에서 사망하였다.

## 영화
- 차이나 걸 (1942년)
- 언홀리 파트너스 (1941년)
- 해피 데이즈 (1929년) - 본인 역
- 브로드웨이의 황금광들 (1929년)